# Stephani Victor

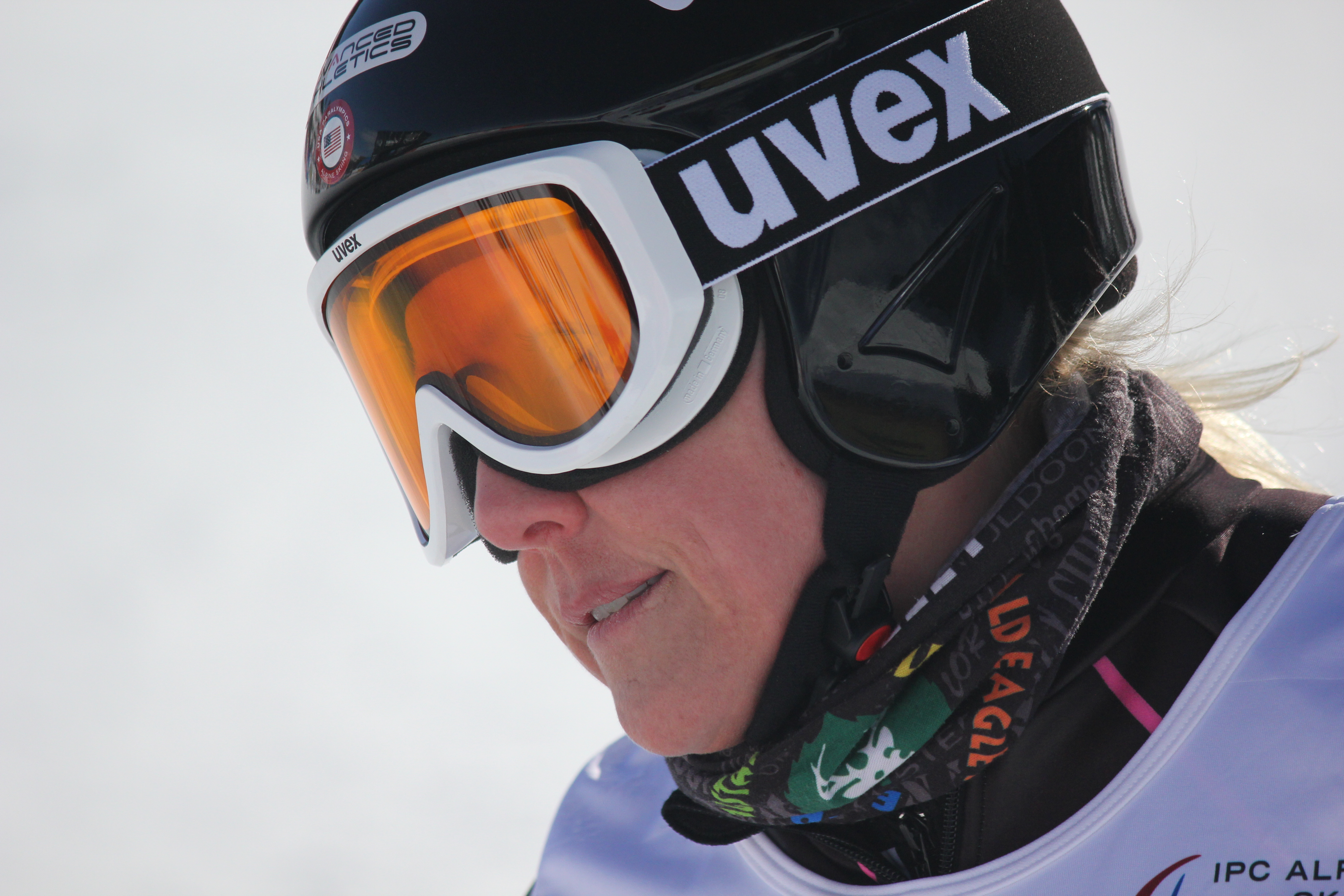
Stephani Victor

Stephani Victor (* 29. August 1969 in Ames, Iowa) ist eine ehemalige US-amerikanisch-schweizerische Monoskibobfahrerin. Während ihrer knapp 21-jährigen Karriere sicherte sie sich zwei Olympiasiege, vier Weltmeistertitel, einen Sieg des Gesamtweltcups sowie mehr als 20 Weltcupsiege. Victor war in der Startklasse LW12-2 klassifiziert. Sie trainierte in Saas-Fee (Kanton Wallis).

## Leben

### Ausbildung und Privatleben
Victor kam im US-Bundesstaat Iowa zur Welt, wuchs aber in Pennsylvania auf. Bis 1987 besuchte sie die Quaker Valley High School im dortigen Borough Sewickley. Nach der schulischen Ausbildung arbeitete sie als Tänzerin und Schauspielerin. Zudem führte sie in kleineren Projekten auch selbst Regie und übernahm den Schnitt. Unter anderem hatte sie 1988 einen Auftritt im Spielfilm Der Affe im Menschen. Darüber hinaus spielte sie in einer Episode der Fernsehserie Beverly Hills, 90210 und in einem Pilotfilm für Fox. Sie studierte an der School of Cinematic Arts der University of Southern California in Los Angeles und erhielt 1992 einen Abschluss in den Fächern Filmproduktion und Kritische Studien. Mitte der 1990er Jahre arbeitete sie in Los Angeles als Verwaltungsassistentin für United Friends of the Children. Die Gesellschaft engagiert sich finanziell und ideell in der Förderung von Pflegekindern.
Am Abend des 19. Dezember 1995 war Victor in Hermosa Beach (Kalifornien) in einen folgenschweren Verkehrsunfall verwickelt: Sie stand in der Grundstückseinfahrt zum Haus ihres vormaligen Lebensgefährten, als ein herannahendes Auto ins Schleudern geriet, sie erfasste und gegen ein stehendes Fahrzeug quetschte. Im Krankenhaus wurden ihr beide Beine oberhalb der Kniegelenke amputiert. Insgesamt musste sie sich zwölf Operationen unterziehen.
Während des ersten Tages eines Ski-Kurses im National Ability Center in Park City (Utah) lernte sie im Januar 1998 den dortigen Trainer Marcel Kounen, einen gebürtigen Schweizer aus dem Kanton Wallis, kennen. Beide heirateten 2005 und leben in Park City (Utah). Nachdem sie die doppelte Staatsbürgerschaft beantragt hatte, wurde Victor Mitte Mai 2017 das Schweizer Bürgerrecht gewährt. Knapp vier Monate später überreichten ihr Regierungsrat Alfred Bossard und Ständerat Josef Dittli am 22. September 2017 im Beisein von rund 90 Gästen in einem Hotel in Seelisberg (Kanton Uri) – unweit des Rütli – symbolisch einen überdimensionierten Schweizer Pass. Sie ist Anhängerin und Mitglied des vom Autor und Geistlichen Michael Beckwith gegründeten Agape International Spiritual Center in Beverly Hills (Kalifornien), einer Kirchengemeinde im Umfeld der Religious Science innerhalb der Neugeist-Bewegung.

### Sportliche Karriere
Stephanie Victor war bereits vor ihrer körperlichen Behinderung sehr sportlich. Im Zuge der medizinischen Rehabilitation versuchte sie sich im Surfen sowie im Handbikefahren. Im Januar 1998 buchte sie einen Ski-Kurs im National Ability Center in Park City (Utah) und machte erste Erfahrungen mit dem Monoskibob. Ihr dortiger Trainer und späterer Ehemann Marcel Kounen hatte sich auf die Betreuung körperlich behinderter Sportler mit diesem Gerät spezialisiert.
Bereits im Jahr 2000 konnte sie sich in Mount Snow (Vermont) im Slalom ihren ersten nationalen Meistertitel sichern. Bis 2013 folgten zehn weitere – im Slalom, Riesenslalom und Super-G. Am 1. März 2001 debütierte Victor in Snowbasin nahe Salt Lake City (Utah) im Rahmen eines Abfahrtsrennens im alpinen Skiweltcup der Behinderten. Mit mehr als 21 Sekunden Rückstand auf die Siegerin Tatsuko Aoki aus Japan belegte sie den siebten und somit letzten Platz. Ihr erster Weltcupsieg gelang ihr im Januar 2002 im französischen Queyras im Riesenslalom. Fortan gehörte sie für mehrere Jahre zu den dominierenden Athletinnen in den Disziplinen Slalom und Riesenslalom und ihr gelangen insgesamt 21 Weltcupsiege. Sie gewann vier Disziplinenwertungen und in der Saison 2006/2007 auch den Gesamtweltcup in der Startklasse der sitzenden Athletinnen.
Auch bei sportlichen Großereignissen war Victor erfolgreich. Direkt bei ihren ersten Paralympischen Winterspielen – im März 2002 in Salt Lake City – errang sie in der Abfahrt eine Bronzemedaille. Ihre ersten Alpinen Skiweltmeisterschaften der Behinderten beendete sie Anfang Februar 2004 in der österreichischen Gemeinde Wildschönau mit dem Weltmeistertitel im Slalom, nachdem sie mehr als acht Sekunden Vorsprung auf die Zweitplatzierte Christiane Singhammer hatte. Eine Silbermedaille im Super-G und ein dritter Platz in der Abfahrt komplettierten einen vollständigen Medaillensatz. Im März 2006 krönte sie sich bei den Paralympischen Winterspielen in Turin – beziehungsweise in Sestriere, wo die alpinen Wettbewerbe ausgetragen wurden – mit dem Titel im Slalom erstmals zur Olympiasiegerin. Gleiches gelang ihr im März 2010 im kanadischen Vancouver (alpine Wettbewerbe in Whistler) in der Super-Kombination. Darüber hinaus gewann sie bei derselben Veranstaltung zwei Silbermedaillen im Slalom und im Riesenslalom. Bereits ein Jahr zuvor hatte sie sich im Februar 2009 bei den Weltmeisterschaften im südkoreanischen Landkreis Pyeongchang – den ersten seit 2004 – überaus dominant gezeigt und sowohl im Slalom und Riesenslalom als auch in der Super-Kombination triumphiert.
Im Verlauf ihrer Karriere erlitt Victor zweimal schwerwiegende Verletzungen: Zunächst führte eine Adduktoren- und Oberschenkelknochenverletzung dazu, dass sie im Jahr 2011 sowie in einem Großteil des Jahres 2012 keine Rennen bestreiten konnte. Als eine der Favoritinnen nahm sie dann an den Paralympischen Winterspielen 2014 im russischen Sotschi teil. Dort stürzte sie allerdings bereits am 10. März 2014, dem zweiten Wettkampftag, während des Super-G-Rennens. Sie zog sich dabei sowohl eine Fraktur des Jochbeines als auch Verletzungen im Gesicht sowie an den Lippen zu; darüber hinaus verlor sie vier Zähne. Per Luftrettung musste sie von der Piste abtransportiert werden. In der Folge dieses Sturzes beendete Victor zunächst ihre Karriere. 2016 entschied sie sich allerdings für ein Comeback.
Ihren ersten Sieg als Schweizerin feierte sie im November 2017 beim Europacup-Slalom in der niederländischen Gemeinde Landgraaf. In der wenige Wochen später beginnenden Weltcup-Saison 2017/18 konnte sie sich noch vier Podestplätze – jeweils zwei im Slalom und im Riesenslalom – sichern, einen Sieg erreichte sie allerdings nicht mehr. Ihr letztes Weltcuprennen bestritt sie am 10. Februar 2018 im kanadischen Kimberley, als sie in der Abfahrt ausschied. Nachdem sie ihr Heimatland bei vier Austragungen der Winter-Paralympics vertreten hatte, repräsentierte sie im Alter von 48 Jahren bei den Paralympischen Winterspielen im März 2018 in Pyeongchang die Schweiz. Es sollten gleichzeitig die letzten großen Wettbewerbe ihrer Karriere sein. Sowohl im Slalom als auch in der Abfahrt schied sie aus und in der Super-Kombination wurde sie disqualifiziert. Im Super-G-Rennen hingegen erreichte sie den sechsten Platz und im Riesenslalom fuhr sie auf den vierten Rang und verpasste die Bronzemedaille um etwas mehr als eine Sekunde. Ihr letztes professionelles Rennen absolvierte Victor im Rahmen des vom 16. bis 18. Januar 2019 ausgetragenen Huntsman Cup am National Ability Center in Park City (Utah), dem Ort, an dem ihre Karriere 21 Jahre zuvor begonnen hatte. Anschließend erklärte sie ihren endgültigen Rücktritt vom Leistungssport.

## Statistik

### Liste der Weltcupsiege
| Nr. | Datum         | Ort               | Disziplin         |
| --- | ------------- | ----------------- | ----------------- |
| 1.  | Jan. 2002     | Queyras           | Riesenslalom      |
| 2.  | 30. Jan. 2003 | Abtenau           | Slalom            |
| 3.  | 4. Feb. 2003  | Wildschönau       | Slalom            |
| 4.  | 5. Feb. 2003  | Wildschönau       | Slalom            |
| 5.  | 22. Jan. 2004 | Tignes            | Slalom            |
| 6.  | 25. Feb. 2004 | Kimberley         | Slalom            |
| 7.  | 26. Feb. 2004 | Kimberley         | Slalom            |
| 8.  | 19. März 2004 | Sestriere         | Slalom            |
| 9.  | 12. Jan. 2005 | Steamboat Springs | Slalom            |
| 10. | 27. Feb. 2006 | Artesina          | Slalom            |
| 11. | 18. Jan. 2007 | Aspen             | Riesenslalom      |
| 12. | 20. Jan. 2007 | Aspen             | Slalom            |
| 13. | 21. Jan. 2007 | Aspen             | Slalom            |
| 14. | 26. Jan. 2007 | Kimberley         | Slalom            |
| 15. | 13. Jan. 2009 | La Molina         | Riesenslalom      |
| 16. | 22. Aug. 2013 | Coronet Peak      | Slalom            |
| 17. | 23. Aug. 2013 | Coronet Peak      | Slalom            |
| 18. | 26. Aug. 2013 | Mount Hutt        | Super-Kombination |
| 19. | 27. Aug. 2013 | Mount Hutt        | Super-G           |
| 20. | 2. Sep. 2013  | Thredbo           | Riesenslalom      |
| 21. | 4. Sep. 2013  | Thredbo           | Slalom            |

### Weltcup-Platzierungen im Slalom und Riesenslalom
Farblegende
| 1   | 1. Platz              |
| 2   | 2. Platz              |
| 3   | 3. Platz              |
| #   | Weitere Platzierungen |
| DNS | Nicht angetreten      |
| –   | Nicht ausgetragen     |
| DNQ | Nicht qualifiziert    |
| DSQ | Disqualifiziert       |
| DNF | Ausfall               |

|              | 2000/01 | 2001/02 | 2002/03 | 2003/04 | 2004/05 | 2005/06 | 2006/07 | 2007/08 | 2008/09 | 2009/10 | 2010/11 | 2011/12 | 2012/13 | 2013/14 | 2014/15 | 2015/16 | 2016/17 | 2017/18 |
| ------------ | ------- | ------- | ------- | ------- | ------- | ------- | ------- | ------- | ------- | ------- | ------- | ------- | ------- | ------- | ------- | ------- | ------- | ------- |
| Slalom       |         |         |         |         |         |         |         |         |         |         |         |         |         |         |         |         |         |         |
| Rennen 1     | DNS     | ?       | 1.      | 1.      | 1.      | 2.      | 1.      | DNS     | 3.      | 5.      | DNS     | DNS     | 3.      | 1.      | DNS     | DNS     | DNS     | DNF     |
| Rennen 2     | DNS     | 3.      | 1.      | 1.      | 5.      | 2.      | 1.      | DNS     | 3.      | 5.      | DNS     | DNS     | DNF     | 1.      | DNS     | DNS     | DNS     | DNF     |
| Rennen 3     | DNS     | 2.      | 1.      | 1.      | 4.      | 1.      | 1.      | DNS     | 3.      | 2.      | DNS     | DNS     | DNS     | 1.      | DNS     | DNS     | DNS     | 2.      |
| Rennen 4     | DNS     | –       | –       | 1.      | 3.      | –       | 2.      | DNS     | –       | DNF     | –       | DNS     | DNS     | DNF     | DNS     | DNS     | DNS     | 2.      |
| Rennen 5     | DNS     | –       | –       | –       | 3.      | –       | –       | –       | –       | –       | –       | DNS     | DNS     | DNF     | DNS     | DNS     | DNS     | 5.      |
| Rennen 6     | –       | –       | –       | –       | –       | –       | –       | –       | –       | –       | –       | –       | DNS     | DNS     | DNS     | –       | 7.      | –       |
| Rennen 7     | –       | –       | –       | –       | –       | –       | –       | –       | –       | –       | –       | –       | DNF     | DNS     | –       | –       | –       | –       |
| Riesenslalom |         |         |         |         |         |         |         |         |         |         |         |         |         |         |         |         |         |         |
| Rennen 1     | DNS     | 1.      | DNQ     | 3.      | 2.      | 3.      | 1.      | DNS     | 3.      | 3.      | DNS     | DNS     | 5.      | 1.      | DNS     | DNS     | DNS     | DNF     |
| Rennen 2     | DNS     | 3.      | 3.      | DSQ     | 2.      | 2.      | 2.      | DNS     | 1.      | 3.      | DNS     | DNS     | 4.      | 3.      | DNS     | DNS     | DNS     | DNF     |
| Rennen 3     | 6.      | 2.      | DNF     | 3.      | 2.      | 3.      | 2.      | DNS     | 5.      | 4.      | DNS     | DNS     | DNF     | 4.      | –       | DNS     | DNS     | 2.      |
| Rennen 4     | –       | –       | –       | 4.      | 2.      | 3.      | 4.      | DNS     | –       | –       | DNS     | DNS     | DNS     | DNF     | –       | DNS     | DNS     | 3.      |
| Rennen 5     | –       | –       | –       | 2.      | 2.      | 4.      | –       | DNS     | –       | –       | –       | DNS     | –       | DNS     | –       | –       | DNS     | DNF     |
| Rennen 6     | –       | –       | –       | 3.      | –       | –       | –       | –       | –       | –       | –       | –       | –       | DNS     | –       | –       | DNS     | –       |
| Rennen 7     | –       | –       | –       | –       | –       | –       | –       | –       | –       | –       | –       | –       | –       | –       | –       | –       | 4.      | –       |

### Abschneiden bei Paralympischen Winterspielen
|                     | Abfahrt | Super-G | Riesenslalom | Slalom | Kombination |
| ------------------- | ------- | ------- | ------------ | ------ | ----------- |
| 2002 Salt Lake City | 3.      | 6.      | 5.           | DNF    | –           |
| 2006 Turin          | DNS     | 4.      | 4.           | 1.     | –           |
| 2010 Vancouver      | 4.      | 5.      | 2.           | 2.     | 1.          |
| 2014 Sotschi        | DNS     | DNF     | DNS          | DNS    | DNS         |
| 2018 Pyeongchang    | DNF     | 6.      | 4.           | DNF    | DSQ         |

### Abschneiden bei Alpinen Skiweltmeisterschaften der Behinderten
|                                  | Abfahrt | Super-G | Riesenslalom | Slalom | Kombination |
| -------------------------------- | ------- | ------- | ------------ | ------ | ----------- |
| 2004 Wildschönau                 | 3.      | 2.      | DNS          | 1.     | –           |
| 2009 Pyeongchang                 | DNF     | 2.      | 1.           | 1.     | 1.          |
| 2011 Sestriere                   | DNS     | DNS     | DNS          | DNS    | DNS         |
| 2013 La Molina                   | DNS     | 4.      | 5.           | 5.     | 6.          |
| 2015 Panorama Mountain Village   | DNS     | DNS     | DNS          | DNS    | DNS         |
| 2017 Tarvis                      | DNS     | DNS     | DNS          | DNS    | DNS         |
| 2019 Neveasattel / Kranjska Gora | DNS     | DNS     | DNS          | DNS    | DNS         |

## Auszeichnungen (Auswahl)
- 1996: Face of the Year (verliehen von der Los Angeles Times)
- 1996: Challenge Award for the Athlete of the Year (verliehen vom Competitor Magazine)
- 2002: Teilnahme am Fackellauf für die Olympischen Winterspiele
- 2006: Grand Marshall der 4.-Juli-Parade in Park City (zusammen mit Ted Ligety)
- 2006: USSA Chairman’s Special Recognition Olympic/Paralympic Champions Award
- 2006: History Maker Award (verliehen von der Alf Engen Ski Museum Foundation)
- 2007: Adaptive Athlete of the Year (verliehen vom Ski Racing Magazine)
- 2009: Adaptive Athlete of the Year (verliehen vom Ski Racing Magazine)
- 2009: Paralympic Sportswoman of the Year (verliehen vom United States Olympic Committee)
- 2010: History Maker Award (verliehen von der Alf Engen Ski Museum Foundation)
- 2011: Courage Award (verliehen von der Tempe Sports Authority Foundation)
- Honorary Wing Commander der Hill Air Force Base
- 388th Fighter Wing Safety Day Guest Speaker Award
- Salute to Champions AFMLA Award (verliehen von der Aquatic Foundation of Metropolitan Los Angeles)
- Wiederholte Einladung als Rednerin zur von Senator Orrin Hatch organisierten Women’s Conference